# عباس غادزي ماغومدوف
عباس غادزي ماغومدوف (مواليد 15 مارس 1998) هو لاعب مصارعة حرة روسي، فاز بالميدالية الذهبية في وزن 61 كج في بطولة العالم 2021.

## وصلات خارجية
- عباس غادزي ماغومدوف على موقع قاعدة بيانات المصارعة الدولية (الإنجليزية)